# 5-HT6-рецептор
5-HT₆-рецептор — подтип серотониновых рецепторов, который связывает эндогенный нейромедиатор серотонин (5-гидрокситриптамин, 5-HT). Он относится к классу G-белок-связанных метаботропных рецепторов и связан с Gsα. Он медиирует возбуждающую нейротрансмиссию. Этот рецепторный белок у человека кодируется геном HTR6.

## Распределение в организме
Рецепторы подтипа 5-HT₆ находятся почти исключительно в центральной нервной системе, прежде всего в головном мозгу. Они широко представлены в разных областях мозга, включая, но не ограничиваясь, обонятельной луковицей, корой больших полушарий (особенно фронтальной и энторинальной корой), прилежащее ядро, полосатое тело (стриатум), хвостатое ядро, гиппокамп и мозжечок.. С учётом широкой представленности этого подтипа рецепторов в экстрапирамидной системе, лимбике и коре больших полушарий, можно предположить, что рецепторы подтипа 5-HT₆ играют существенную роль в обеспечении таких функций, как контроль движений, регуляция настроения и эмоций, когнитивные функции и память.

## Функция
Блокада центральных 5-HT₆-рецепторов увеличивает глутаматергическую, норадренергическую, дофаминергическую и холинергическую нейротрансмиссию в различных областях мозга, в то время как активация 5-HT₆-рецепторов усиливает ГАМКергическую нейротрансмиссию во всей ЦНС. Антагонисты 5-HT₆-рецепторов также усиливают высвобождение дофамина и норадреналина во фронтальной коре, в то время как стимуляция 5-HT₆-рецепторов приводит к противоположному эффекту (угнетению выделения дофамина и норадреналина).
Несмотря на то, что 5-HT₆-рецептор функционально является возбуждающим рецептором, большинство их расположены на «тормозящих» ГАМКергических нейронах, и поэтому стимуляция 5-HT₆-рецепторов производит, в целом, эффект общего угнетения активности ЦНС. В соответствии с этим, антагонисты 5-HT₆-рецепторов улучшают когнитивные функции, способность к обучению, внимание и память. Селективные антагонисты 5-HT₆-рецепторов, такие, как латрепирдин, идалопирдин (Lu AE58054) и SB-742,457 в настоящее время проходят клинические испытания в качестве потенциальных новых средств лечения болезни Альцгеймера и других форм деменции. Селективные антагонисты 5-HT₆-рецепторов также обладают способностью понижать аппетит и способствовать похудению (снижению массы тела) и вторичному улучшению метаболических показателей, таких, как уровень холестерина в крови, толерантность к глюкозе. Как следствие, PRX-07034, BVT-5,182 и BVT-74,316 — селективные антагонисты 5-HT₆-рецепторов — в настоящее время исследуются как потенциальные средства для лечения ожирения.
В последнее время селективные агонисты 5-HT₆-рецепторов WAY-181,187 и WAY-208,466 показали активность в моделях на крысах таких психических заболеваний, как большая депрессия, тревожные расстройства, обсессивно-компульсивное расстройство (ОКР). Возможно, что эти или какие-либо будущие другие селективные агонисты 5-HT₆-рецепторов окажутся эффективными средствами для лечения депрессий, тревожных расстройств и/или ОКР. В дополнение, недавно выдвинуто обоснованное предположение, что активация 5-HT₆ рецепторов, вероятно, играет важную роль в реализации антидепрессивного и анксиолитического действия серотонинергических антидепрессантов, таких, как СИОЗС, ТЦА, ИМАО.
Вероятно также, что антагонизм ряда атипичных антипсихотиков (например, оланзапина, амисульприда, клозапина, азенапина) к 5-HT₆-рецепторам, наряду с антагонизмом к некоторым другим подтипам серотониновых рецепторов, обуславливает их эффективность в отношении когнитивных нарушений при шизофрении и при депрессиях, а также их антидепрессивные и активирующие свойства и низкую вероятность экстрапирамидных побочных явлений.
Антагонизму вортиоксетина в отношении 5-HT₆-рецепторов (наряду с его антагонизмом в отношении 5-HT₇-рецепторов и некоторых других подтипов) приписывают его способность улучшать когнитивные функции даже у тех депрессивных больных, которые являются нонреспондерами к вортиоксетину с точки зрения улучшения симптомов депрессии.

## Генетика
Рецептор подтипа 5-HT₆ кодируется геном HTR6.
Поскольку белок, кодируемый этим геном, является нейрорецепторным белком, представленным в основном в ткани мозга, представляется вполне возможным и даже более чем вероятным, что генетические вариации (полиморфизмы) в этом гене могут оказывать влияние на те или иные функции мозга. Исходя из этого предположения, различные исследовательские группы изучали вопрос о том, связаны ли полиморфизмы в этом гене с какими-либо параметрами функционирования мозга, в частности с возможным наличием психических заболеваний у носителя.
Так, например, в 2004 году одна китайская исследовательская группа обнаружила корреляцию между наличием полиморфизма C267T (rs1805054) и болезнью Альцгеймера.
Другая исследовательская группа обнаружила связь этого же полиморфизма (C267T) с болезнью Паркинсона.
Имеются также работы, связывающие этот полиморфизм с предрасположенностью к большой депрессии.

## Лиганды
В настоящее время уже найдено большое количество селективных лигандов 5-HT₆-рецепторов. Синтез новых соединений со свойствами селективных агонистов или антагонистов 5-HT₆-рецепторов является в настоящее время перспективной и быстро развивающейся областью современных фармакологических исследований.

### Агонисты
- EMD-386,088 — мощный и селективный агонист 5-HT₆-рецепторов (EC50 1nM)[33]
- 2-этил-5-метокси-N,N-диметилтриптамин[34]
- WAY-181,187[16]
- WAY-208,466[16]
- N1-(6-хлороимидазо[2,1-b][1,3]тиазол-5-сульфонил)триптамин (соединение 11q)[35]
- N-(инден-5-ил)имидазотиазол-5-сульфонамид (43): Ki = 4.5nM, EC50 = 0.9nM, Emax = 98 %[36]
- E-6837 — полный агонист человеческих 5-HT₆-рецепторов

### Парциальные агонисты
- E-6801[37]
- E-6837 — парциальный агонист крысиных 5-HT₆-рецепторов. Активен при пероральном приёме у крыс, вызывает снижение массы тела при хроническом применении.[38]

### Антагонисты
- BVT-5182[39]
- BVT-74316[40]
- Церлапирдин
- EGIS-12233 — смешанный антагонист 5-HT₆- / 5-HT₇-рецепторов
- Идалопирдин (Lu AE58054) — селективный антагонист 5-HT₆-рецепторов
- Латрепирдин — неселективный антагонист 5-HT₆-рецепторов[41] и его структурные аналоги[42]
- MS-245
- PRX-07034
- SB-258,585
- SB-271,046
- SB-357,134
- SB-399,885
- SB-742,457
- Ro04-6790
- Атипичные антипсихотики: оланзапин, азенапин, клозапин, амисульприд и др.
- Вортиоксетин
- WAY-255315 / SAM-315: Ki = 1.1nM, IC = 13nM[43]

## Для дополнительного чтения
- Hoyer D., Hannon J.P., Martin G.R. Molecular, pharmacological and functional diversity of 5-HT receptors. (англ.) // Pharmacology, Biochemistry and Behavior[англ.] : journal. — 2002. — Vol. 71, no. 4. — P. 533—554. — doi:10.1016/S0091-3057(01)00746-8. — PMID 11888546.
- Raymond J.R., Mukhin Y.V., Gelasco A., et al. Multiplicity of mechanisms of serotonin receptor signal transduction. (англ.) // Pharmacology & Therapeutics : journal. — 2002. — Vol. 92, no. 2—3. — P. 179—212. — doi:10.1016/S0163-7258(01)00169-3. — PMID 11916537.
- Van Oekelen D., Luyten W.H., Leysen J.E. 5-HT2A and 5-HT2C receptors and their atypical regulation properties. (англ.) // Life Sciences[англ.] : journal. — 2003. — Vol. 72, no. 22. — P. 2429—2449. — doi:10.1016/S0024-3205(03)00141-3. — PMID 12650852.
- Dubertret C., Hanoun N., Adès J., et al. Family-based association study of the serotonin-6 receptor gene (C267T polymorphism) in schizophrenia. (англ.) // American Journal of Medical Genetics[англ.] : journal. — 2004. — Vol. 126, no. 1. — P. 10—5. — doi:10.1002/ajmg.b.20120. — PMID 15048641.
- Ullmer C., Schmuck K., Kalkman H.O., Lübbert H. Expression of serotonin receptor mRNAs in blood vessels. (англ.) // FEBS Letters[англ.] : journal. — 1995. — Vol. 370, no. 3. — P. 215—221. — doi:10.1016/0014-5793(95)00828-W. — PMID 7656980.
- Kohen R., Metcalf M.A., Khan N., et al. Cloning, characterization, and chromosomal localization of a human 5-HT6 serotonin receptor. (англ.) // Journal of Neurochemistry[англ.] : journal. — 1996. — Vol. 66, no. 1. — P. 47—56. — doi:10.1046/j.1471-4159.1996.66010047.x. — PMID 8522988.
- Orlacchio A., Kawarai T., Paciotti E., et al. Association study of the 5-hydroxytryptamine(6) receptor gene in Alzheimer's disease. (англ.) // Neuroscience Letters[англ.] : journal. — 2002. — Vol. 325, no. 1. — P. 13—6. — doi:10.1016/S0304-3940(02)00221-5. — PMID 12023056.
- Strausberg R. L., Feingold E. A., Grouse L. H., et al. Generation and initial analysis of more than 15,000 full-length human and mouse cDNA sequences (англ.) // Proceedings of the National Academy of Sciences : журнал. — Washington, DC: NAS, 2002. — 24 December (vol. 99, no. 26). — ISSN 0027-8424. — doi:10.1073/pnas.242603899. — PMID 12477932.
- Ham B.J., Kim Y.H., Choi M.J., et al. Serotonergic genes and personality traits in the Korean population. (англ.) // Neuroscience Letters[англ.] : journal. — 2004. — Vol. 354, no. 1. — P. 2—5. — doi:10.1016/S0304-3940(03)00753-5. — PMID 14698468.
- Bernotas R., Lenicek S., Antane S., et al. 1-(2-Aminoethyl)-3-(arylsulfonyl)-1H-indoles as novel 5-HT6 receptor ligands. (англ.) // Bioorganic & Medicinal Chemistry Letters[англ.] : journal. — 2005. — Vol. 14, no. 22. — P. 5499—5502. — doi:10.1016/j.bmcl.2004.09.003. — PMID 15482912.
- Gerhard D.S., Wagner L., Feingold E.A., et al. The status, quality, and expansion of the NIH full-length cDNA project: the Mammalian Gene Collection (MGC). (англ.) // Genome Research : journal. — 2004. — Vol. 14, no. 10B. — P. 2121—2127. — doi:10.1101/gr.2596504. — PMID 15489334. — PMC 528928.
- Kang H., Lee W.K., Choi Y.H., et al. Molecular analysis of the interaction between the intracellular loops of the human serotonin receptor type 6 (5-HT6) and the alpha subunit of GS protein. (англ.) // Biochemical and Biophysical Research Communications : journal. — 2005. — Vol. 329, no. 2. — P. 684—692. — doi:10.1016/j.bbrc.2005.02.040. — PMID 15737640.
- Tao W.A., Wollscheid B., O'Brien R., et al. Quantitative phosphoproteome analysis using a dendrimer conjugation chemistry and tandem mass spectrometry. (англ.) // Nature Methods : journal. — 2005. — Vol. 2, no. 8. — P. 591—598. — doi:10.1038/nmeth776. — PMID 16094384.
- Lorke D.E., Lu G., Cho E., Yew D.T. Serotonin 5-HT2A and 5-HT6 receptors in the prefrontal cortex of Alzheimer and normal aging patients. (англ.) // BMC neuroscience : journal. — 2006. — Vol. 7. — P. 36. — doi:10.1186/1471-2202-7-36. — PMID 16640790. — PMC 1523198.
- Yun H.M., Kim S., Kim H.J., et al. The novel cellular mechanism of human 5-HT6 receptor through an interaction with Fyn. (англ.) // Journal of Biological Chemistry : journal. — 2007. — Vol. 282, no. 8. — P. 5496—5505. — doi:10.1074/jbc.M606215200. — PMID 17189269.